# Parafia Najświętszej Maryi Panny Królowej Polski w Opocznie
Parafia NMP Królowej Polski – rzymskokatolicka parafia w Opocznie, należąca do dekanatu opoczyńskiego w diecezji radomskiej. Jest najmłodszą parafią w mieście. 

## Historia
Kościół, według projektu arch. Lecha Stolle z Opoczna, zbudowano dzięki funduszom Urzędu Miasta w latach 1993–1995 przez Przedsiębiorstwo Gospodarki Komunalnej. Przekazany formalnie nowej parafii został w 1997 r. Parafia pw. Nawiedzenia NMP została erygowana 10 czerwca 1997 przez bp. Edwarda Materskiego z wydzielonego terenu Parafia Podwyższenia Krzyża Świętego i św. Bartłomieja. Jest obiektem jednonawowym, wzniesionym z czerwonej cegły. Tytuł parafii, decyzją bp. Henryka Tomasika z 27 listopada 2015 r. został zmieniony na Najświętszej Maryi Panny Królowej Polski.

## Proboszczowie
- ks. Leszek Sokół (od 1997)

## Zasięg parafii
W granicach parafii znajdują się ulice: Akacjowa, Brzozowa, Bukowa, Czeremchowa, Dębowa, Głogowa, Grabowa, Graniczna, Inowłodzka, Jarzębinowa, Jodłowa, Jesionowa, Kasztanowa, Klonowa, Kolbe, Modrzewiowa, Morwowa, Orzechowa, Partyzantów, Świerkowa, Tujowa, Wiązowa, Wierzbowa (w opiece duszpasterskiej także ul. Rolna i Jana Pawła II należące do parafii św. Bartłomieja).